# Imi N'Tlit
Imi N'Tlit (àrab ايمي نتليت) és una comuna rural de la província d'Essaouira de la regió de Marràqueix-Safi. Segons el cens de 2014 tenia una població total de 8.057 persones.